# Phostria rutilalis
Phostria rutilalis is een vlinder uit de familie van de grasmotten (Crambidae), uit de onderfamilie van de Spilomelinae. De wetenschappelijke naam van deze soort is voor het eerst gepubliceerd in 1869 door Francis Walker.
De soort komt voor in Congo-Kinshasa.